# Suđurađ
Suđurađ is een plaats in de gemeente Dubrovnik in de Kroatische provincie Dubrovnik-Neretva. De plaats telt 199 inwoners (2001).